# Anthracoidea carphae
Anthracoidea carphae är en svampart som först beskrevs av Speg., och fick sitt nu gällande namn av Vánky 1979. Anthracoidea carphae ingår i släktet Anthracoidea och familjen Anthracoideaceae.   Inga underarter finns listade i Catalogue of Life.